# Thorsten Fögen
Thorsten Fögen (* 2. Januar 1971 in Hagen) ist ein deutscher Altphilologe.

## Leben
Fögen studierte klassische Philologie und allgemeine Linguistik an der Albert-Ludwigs-Universität Freiburg, der University of Oxford und der Ruprecht-Karls-Universität Heidelberg. Er erwarb den Magister und das erste Staatsexamen 1996. Von 1996 bis 1997 befand er sich zu einem Forschungsaufenthalt an der Akademie der Wissenschaften der Tschechischen Republik in Prag. Die Deutsche Forschungsgemeinschaft förderte ihn als Stipendiat im Graduiertenkolleg Dynamics of Substandard Varieties von 1997 bis 2000. An der Universität Heidelberg erwarb er 2000 den Doktortitel. An der University of Exeter war er von 2000 bis 2001 als Research Fellow tätig. Von 2002 bis 2009 war er wissenschaftlicher Hochschulassistent (C1) für Klassische Philologie an der Humboldt-Universität zu Berlin.
Nach der Habilitation im Wintersemester 2008/2009 wurde ihm dort der Titel Privatdozent verliehen. Darüber hinaus war er Fellow des European-American Young Scholars Institute der Alexander-von-Humboldt-Stiftung & Andrew Mellon Foundation 2003 und 2004. Von September 2005 bis Mai 2006 war er Fellow des Center for Hellenic Studies in Washington, D.C. Von September 2007 bis August 2008 war er Feodor Lynen Fellow an der University of California, Los Angeles im Department of Classics. Von Oktober 2008 bis März 2009 lehrte er als Gastprofessor an der Universität Konstanz. Seit Januar 2010 ist er an der University of Durham als Associate Professor tätig.
Seine Forschungsschwerpunkte sind unter anderem lateinische Literatur von der späten Republik bis zur frühen und mittleren Kaiserzeit, antike Fachtexte und Wissenschaftsgeschichte, antike Epistolographie, Tiere in der Antike, Geschichte der Sprachbetrachtung, Rhetorik und Literaturkritik.

## Schriften (Auswahl)
- Patrii sermonis egestas. Einstellungen lateinischer Autoren zu ihrer Muttersprache. Ein Beitrag zum Sprachbewußtsein in der römischen Antike (= Beiträge zur Altertumskunde. Band 150). Saur, München/Leipzig 2000, ISBN 3-598-77699-3 (zugleich Dissertation, Heidelberg 2000).
  - Neuauflage, De Gruyter, Berlin/Boston 2013, ISBN 978-3-11-184247-9.
- als Herausgeber mit Szilvia Deminger, Joachim Scharloth und Simone Zwickl: Einstellungsforschung in der Soziolinguistik und Nachbardisziplinen – Studies in Language Attitudes. (= VarioLingua. Band 10). Lang, Berlin u. a. 2000, ISBN 3-631-35391-X.
- Utraque lingua. A Bibliography on Bi- and Multilingualism in Graeco-Roman Antiquity and in Modern Times (= Linguistic Agency Series A. Band 573). LAUD, Essen 2003, OCLC 124049713.
- als Herausgeber mit Konrad Koerner: Linguistica Berolinensia (= Historiographia Linguistica. Band 31,2-3). John Benjamins Publishing, Amsterdam 2004, OCLC 644993060.
- als Herausgeber: Antike Fachtexte – Ancient Technical Texts. De Gruyter, Berlin/New York 2005, ISBN 3-11-018122-3.
- als Herausgeber: Tränen und Weinen in der griechisch-römischen Antike  (= Zeitschrift für Semiotik. Band 28). Stauffenburg, Tübingen 2007, OCLC 888589158.
- als Herausgeber: Tears in the graeco-roman world. De Gruyter, Berlin/New York 2009, ISBN 978-3-11-020111-6.
- als Herausgeber mit Mireille M. Lee: Bodies and Boundaries in Graeco-Roman and Antiquity. De Gruyter, Berlin/New York 2009, ISBN 978-3-11-021252-5.
- Wissen, Kommunikation und Selbstdarstellung. Zur Struktur und Charakteristik römischer Fachtexte der frühen Kaiserzeit (= Zetemata. Band 134). Beck, München 2009, ISBN 978-3-406-59259-1 (zugleich Habilitationsschrift, Humboldt-Universität Berlin 2008).
- als Herausgeber mit Richard Warren: Graeco-Roman Antiquity and the Idea of Nationalism in the 19th Century. Case Studies. De Gruyter, Berlin/Boston 2016, ISBN 3-11-047178-7.
- als Herausgeber mit Edmund Thomas: Interactions between Animals and Humans in Graeco-Roman Antiquity. De Gruyter, Berlin 2017, ISBN 3-11-054416-4.